# Amphineurus monteithi
Amphineurus (Amphineurus) monteithi là một loài ruồi trong họ Limoniidae. Chúng phân bố ở miền Australasia.